# 稲毛謙介
稲毛 謙介（いなげ けんすけ、1982年12月2日 - ）は、日本の作曲家、編曲家、音楽プロデューサー。山形県米沢市出身。血液型はA型。株式会社テンペストスタジオ代表取締役。

## 来歴・人物
4歳からピアノ、14歳から作曲を始め、2001年尚美学園大学に進学。大学では作曲を専攻し、冨田勲に師事する。2005年、コーエー(現コーエーテクモゲームス)に入社。「戦国無双」シリーズをはじめとする数々の大ヒットタイトルでメインコンポーザーを務め、2011年、同社を退職。2014年、株式会社テンペストスタジオを設立。

## 作品

### ゲーム
- 無双シリーズ
  - 戦国無双2 猛将伝（2006年）
  - 戦国無双 KATANA（2007年）
  - 真・三國無双5（2007年）
  - 無双OROCHI（2007年）
  - 無双OROCHI 魔王再臨（2008年）
  - 戦国無双3（2009年）
  - 戦国無双 Chronicle（2011年）
  - 戦国無双4（2014年）
  - 戦国無双4-II（2015年）
- FabStyle（2011年）
- 星神の大樹レミュータ（2011年）
- ジューダスコード（2014年）
- ポポロコ（2015年）
- 龍が如く0 誓いの場所（2015年）
- 遙かなる時空の中で6（2015年） - エンディングテーマ
- スターフォックス ガード（2016年）
- Relayer（2022年）
- サイレントヒルf（未定）

### テレビアニメ
- 戦国無双SP 〜真田の章〜
- 戦国無双

### 楽曲提供
- rhythmic
  - 「光のレール」（作詞・作曲・編曲）
    - 『示談交渉人 ゴタ消し』（読売テレビ、日本テレビ系）主題歌）

- Alice
  - 「JUST ONE」
    - M-10 "笑顔でいられるように"（編曲）

- BRIGHT
  - 「BRIGHT」
    - M-8 "大丈夫。"（作曲・編曲・プロデュース）

- EDEN
  - 「GO MY WAY」　
    - M-2"ROCK YOU"（作曲・編曲）

- 松下優也
  - 「U 〜BEST of BEST〜」 
    - M-15 "Ordinary Love"（編曲・プロデュース）

  - 「#musicoverdose」
    - M-9 "彼方へ‐独唱‐"（編曲）
    - M-10 "Hallucination"（編曲）

- Rev. from DVL
  - 「君を見つけたあの日から僕の想いは一つだけ」
    - 　M-1 "君を見つけたあの日から僕の想いは一つだけ"（編曲・プロデュース）

- MILLEA
  - 「ドレミ」
    - M-2 "人生のバトン"（編曲・プロデュース）
    - M-3 "空も飛べるはず"（編曲・プロデュース）

### アニメ・ゲームソング
- 下天の華
  - 「燃ゆるが如く」（作曲・編曲）
  - 「秘密の唇」（作曲・編曲）
  - 「恋ノ文」（作曲・編曲）
  - 「幸せ日和」（作曲・編曲）
  - 「永久に誓う」（作曲・編曲）
  - 「忘れえぬ面影」（作曲・編曲）
  - 「希望の光輝」（作曲・編曲）
  - 「一輪の華」（作曲・編曲）
  - 「WILD SURVIVOR」（作曲・編曲）エンディング曲
  - 「everlasting ties 〜永遠の物語〜」（作曲・編曲）イメージソング

- 下天の華 夢灯り
  - 「至上の華」（作曲・編曲）
  - 「闇に舞う桜」（作曲・編曲）

- 下天の華 〜夢結び〜
  - 「比翼となりて」（作曲・編曲）
  - 「月影の夜露」（作曲・編曲）
  - 「一世一代の恋」（作曲・編曲）
  - 「至上の華」（作曲・編曲）
  - 「闇に舞う桜」（作曲・編曲）
  - 「光射す未来へ「下天の華」」（作曲・編曲）イベントテーマソング

- 遙かなる時空の中で6
  - 「時空を旅する君へ」（作曲・編曲）恋愛エンディングテーマソング
  - 「Seasons〜遥かなる空」（作曲・編曲）通常エンディングテーマソング

- 遙かなる時空の中で6 黒キ万華鏡 〜其ノ一〜
  - 「TiGER」（作曲・編曲）

- 戦国無双4 〜永遠の絆〜
  - 「疾風怒涛〜前だけを向いて行け!〜」（作曲・編曲）

- 金色のコルダ3『〜恋慕の歓喜〜』
  - 「River 〜想いは満ちて〜」（作曲・編曲・プロデュース）

- 金色のコルダ / 10th Anniversary CD 2
  - 「友情スクラム☆」（作曲・編曲）

- 金色のコルダ プロジェクトff (2) 志水・衛藤・翔麻
  - 「Melodic Heart」（プロデュース）